# Gyermekkori elhízás
A gyermekkori elhízás egy olyan állapot, ahol a felesleges testzsír negatívan hat a gyermek egészségi állapotára vagy a jólétére. Közvetlenül meghatározni a testzsír mennyiségét nehéz. Az elhízás diagnózisa alapjául szolgálhat a TTI. Mivel növekvő az előfordulása a gyermekek elhízásának, és sok káros egészségügyi hatása van, ezért elismerik, mint egy komoly közegészségügyi problémát. A túlsúlyos kifejezést gyakrabban használjuk a gyerekek körében, mivel kevésbé megbélyegző.

## Osztályozás
A testtömegindex (TTI) elfogadható az elhízás meghatározására a két évnél idősebb gyerekek számára. A súly-magasság aránya által van meghatározva.
A normális TTI a gyermekek körében változik az életkorral és a nemmel. Míg a 85 percentilis feletti TTI-t túlsúlyként, addig a  95 percentilis vagy annál nagyobb TTI-t elhízásként határozza meg az amerikai Járványügyi Ellenőrző és Megelőző Központ. Gyermekek TTI-értelmezéséhez táblázatokat tettek közzé.
Az amerikai AEÁ jelentése szerint azonban nem minden magas TTI-vel rendelkező gyermeknek kell fogynia. A magas TTI jelezhet egy esetleges súlyproblémát, de nem határozza meg a gyerek zsírszövetét. Továbbá, a TTI tévesen alkalmakként kizár bizonyos gyerekeket, akik felesleges zsírszövettel rendelkeznek. Ezért hasznos kiegészíteni a TTI-mérést további szűrési eszközökkel, mint például a zsírszövetméréssel.

## Egészségre való hatása

### Pszichológiai
Az első problémák az elhízott gyerekek esetében általában érzelmiek vagy pszichológiaiak. Az elhízott gyermekeket gyakran piszkálják társaik. Egyes gyerekek zaklatva vannak, vagy akár diszkriminálva a saját családjukban. Ez alacsony önértékeléshez és depresszióhoz vezethet.

### Fizikai
A gyermekkori elhízás azonban életminőséget fenyegető betegségekhez is vezethet, mint pl. a cukorbetegség, a magas vérnyomás, szívbetegség, alvási problémák, rák és egyéb betegségek. Néhány más betegség a májbetegség, korai pubertás vagy ciklus, étkezési rendellenességek, mint például az anorexia vagy a bulimia, bőrfertőzések, asztma, illetve egyéb légúti problémák.
A serdülőkori elhízás korai fizikai hatásai közé tartozik, hogy a gyermek szinte valamennyi szerve érintett, epekövek, májgyulladás, alvási apnoe és megnövekedett koponyaűri nyomás jelentkezhet. Valószínű, hogy a túlsúlyos gyermekek túlsúlyos felnőtteké válnak. A serdülőkori elhízás esetében megállapították, hogy növeli az elhalálozás arányát a felnőttkorban.
Egy 2008-as tanulmány megállapította, hogy az elhízott gyermekek nyaki verőere harmincéves korúnak nézett ki, valamint kórosan nagy volt a koleszterinszintjük.
| Rendszer             | Állapot | Rendszer          | Állapot                                                                                     |
| -------------------- | --- | ----------------- | ------------------------------------------------------------------------------------------- |
| Endokrin             | - Csökkent glükóztolerancia - Cukorbetegség - Metabolikus szindróma - Hyperandrogenizmus - Hatás a növekedésre, és a pubertásra | Kardiovaszkuláris | - Magas vérnyomás - Hiperlipidémia - Fokozott a szívkoszorúér-betegség esélye felnőttkorban |
| Gasztrointesztinális | - Alkoholmentes zsírmáj - Epekő                                                                                                 | Légzőszervi       | - Obstruktív alvási apnoe - Az elhízás hypoventilation szindróma                            |
| Mozgásszervi         | - A combcsont epifízisének az elcsúszása - Tibia vara (Blount-betegség)                                                         | Neurológiai       | - Idiopathiás koponyaűri nyomásfokozódás                                                    |
| Pszichoszociális     | - Torzult kapcsolatok - Szegényes önbecsülés - Szorongás - depresszió                                                           | Bőr               | - Furunculosis - Intertrigo                                                                 |

### Hosszú távú hatások
Azok az emberek, akik gyerekkorban elhíztak, nagy valószínűséggel felnőttkorban is elhízottak lesznek. Így a felnőttek kockázata nő az olyan betegségekkel szemben, mint a szívbetegség, a 2-es típusú cukorbetegség, stroke, rákos megbetegedések, osteoarthritis. Egy tanulmány kimutatta, hogy azok a gyerekek, akik 2 éves koruk előtt elhízottak voltak, nagyobb valószínűséggel lesznek azok felnőttként. Egy A New York Times cikk szerint ezek az egészségügyi tényezők öt évvel rövidítik ezen gyerekek életét. Ez az első alkalom az utóbbi két évszázadban, hogy a jelenlegi generáció gyermekei Amerikában lehet, hogy rövidebb élettartamot tudhatnak maguk előtt.

## Okok
A gyermekkori elhízást számos faktor kiválthatja, melyek gyakran párosával vannak jelen. "Obesogenikus környezet" az orvosi kifejezés ezen tényezők összességét foglalja magába. A legfőbb kockázati tényező a gyermeki elhízást illetően mindkét szülő elhízása. Ez tükröződhet a családi környezetben és genetikailag is. Egyéb okok lehetnek pszichológiai faktorok, a gyerek testének típusa.
Egy 2010-es értékelés megállapította, hogy a gyermekkori elhízás valószínűleg annak az eredménye, hogy a kölcsönhatás a természetes szelekció előnyben részesíti azokat jobban szereti kimutatni energia-anyagcsere, a mai consumerist társadalom könnyen megközelíthető energiadús, olcsó ételek, kevesebb energiát követelnek a mindennapi életben.
A tényezők közé tartoznak a technológia fokozott használata, a többszöri uzsonnázás, valamint a nagy adagok fogyasztása, a csökkent fizikai aktivitás. Egy tanulmány kimutatta, hogy azon gyerekek, akik valamely elektronikus eszközt 3 vagy több órán keresztül használnak naponta, 17-44%-kal nő a kockázata annak, hogy túlsúlyos lesz, vagy 10-61%-kal nagyobb a kockázata az elhízásnak (Cespedes 2011). [forrás?]
A gyermekkori elhízás gyakori azon gyermekek körében, akik alacsony jövedelmű, afro-amerikai, spanyolajkú közösségekből származnak. Ez főleg azért van így, mert a kisebbségi gyerekek kevesebb időt töltenek játékkal a szabadban, kevésbé aktívak. A szülők inkább szeretnék, ha a gyermekük biztonságban otthon lenne, mint házon kívül, kábítószereknek, erőszaknak kitéve.

### Genetika
A gyermekkori elhízás gyakran számos genetikai kölcsönhatás és környezeti tényezők eredménye. Polimorfizmusok a különböző génekben irányítják az étvágyat, illetve az anyagcserét, hajlamosítva az egyéneket az elhízásra, ha elegendő kalóriabevétel történik. Több mint 200 gén befolyásolja a súlyt, meghatározva az egyén aktivitási szintjét, étkezési preferenciáját, testalkatát, valamint az anyagcseréjét.
Az elhízás egyik fő jellemzője számos ritka genetikai feltételeknek, amelyek gyakran jelentkeznek gyermekkorban. Ezek a következők:
- Prader–Willi-szindróma, mely 12 000 vagy 15 000 élve született gyermek közül 1 gyermeket érint. Jellemzi a falánkság, ételközpontú gondolkodás, amely gyors súlygyarapodáshoz vezet.
- Bardet–Biedl-szindróma
- MOMO-szindróma
- Leptinreceptor-mutációk
- Veleszületett leptinhiány
- Melanocortinreceptor-mutációk

Egy tanulmány megállapította, hogy az elhízott gyerekek 80%-ánál mindkét szülő elhízott volt, ezzel szemben kevesebb, mint 10%-ánál volt mindkét szülő normál súlyú. A genetikának tulajdonítható elhízás mértéke 6%-tól 85%-ig terjed, attól függően, hogy milyen populáció a vizsgálat tárgya.

### Családi szokások
Az elmúlt évtizedekben a családi szokások jelentősen megváltoztak, és több ilyen szokás hozzájárul a gyermekkori elhízáshoz. Ezek a következők:
- A szoptató anyák csökkenő számával és a tápszerek gyakoribb használatával a csecsemők elhízott gyermekekké válhatnak.[33]
- Kevesebb gyerek vesz kint részt az aktív játékban, mivel az elektromos eszközök, mint például a televízió vagy a videójátékok otthon tartják őket.
- A séta vagy a kerékpározás helyett sok szülő elviszi kocsival a gyerekét az iskolába, csökkentve a fizikai aktivitását.
- A családi létszám csökkenése miatt a gyermekek megszerezték azt a képességet, hogy erőltessék azt, amit akarnak. Ez a képesség lehetővé teszi számukra azt, hogy könnyebben hozzáférést kapjanak a dús kalóriájú élelmiszerekhez, mint pl. az édesség vagy az üdítőitalok.
- A családi étkezés körül lévő hangulat is szerepet játszik a gyermekkori elhízás kialakulásában.

### Kulturális szokások
Különböző közösségek és nemzetek felvettek változó társadalmi szokásokat, amelyek a jótékony vagy károsak lehetnek a gyermekek testi egészségére. Ezek a szociális tényezők a következők:
- az iskolai ebéd minősége
- az iskolában lévő fizikai aktivitásra tett hangsúly
- az automatákhoz és a gyorséttermekhez való hozzáférés
- hozzáférés parkokhoz, kerékpárutakhoz, járdákhoz
- gyorsétterem és édességek reklámja
- az egészséges, illetve egészségtelen élelmiszereknek az ára
- hozzáférés friss, egészséges és megfizethető élelmiszerekhez[34]

#### Reklám
Az egészségtelen élelmiszerek reklámozása korrelál a gyermekkori elhízás arányával. Egyes országokban a csokoládé, müzli, gyorséttermek reklámja illegális vagy korlátozott a gyermekek számára szánt televíziós csatornákon. A média védi magát azzal, hogy hibáztatja a szülőket azért, mert teljesítik a gyermekeik követeléseit az egészségtelen ételekkel kapcsolatban.

### Társadalmi és gazdasági állapot
A faji vagy etnikai kisebbséghez tartozó, illetve az alacsonyabb társadalmi-gazdasági státuszú fiatalok körében sokkal gyakoribb a túlsúly, a kevésbé egészséges viselkedés és a mozgásszegény tevékenység.

## Megelőzés
Az iskolák nagy szerepet játszanak abban, hogy megakadályozzák a gyermekkori elhízást azáltal, hogy egy biztonságos környezetben támogatják az egészséges életmódot. Otthon a szülők megakadályozhatják, hogy a gyermekek elhízzanak, úgy, hogy megváltoztatják a család étkezési szokásait és együtt sportolnak. A gyerekek legjobban a példa alapján tanulnak, ezért a szülőknek egészséges életmóddal kell példát mutatniuk. Az elhízás szűrése ajánlott a hat éven felüliek esetében.

### Étrend
Az étkezési szokások hatását a gyermekkori elhízás esetében nehéz meghatározni. Három év randomizált, kontrollált tanulmány 1704 harmadik osztályos gyermeket mért fel, akinek naponta két egészséges étkezésben, edzéstervben és étrendi tanácsadásban volt része. A kutatás nem mutatott ki jelentős testzsírszázalék-csökkenést a kontrollcsoporthoz képest. Ennek oka részben az a tény, hogy annak ellenére, hogy a gyerekek azt hitték, hogy kevesebbet esznek, a tényleges kalóriafogyasztás igazából nem volt csökkentve. Ugyanakkor megfigyelhették, hogy az energia felhasználásának a mértéke hasonló maradt a csoportok között. Történt ez annak ellenére, hogy az étrendi zsírbevitelt csökkentették 34%-ról 27%-ra. A második tanulmány 5106 gyermeket mért fel, és ez is hasonló eredményekkel zárult. Habár a gyermekek étkezése egy továbbfejlesztett diéta volt, ez nem volt hatással a TTI-re. Azt, hogy ezek a tanulmányok miért nem hozták meg a kívánt hatást a gyermekkori elhízás visszaszorítására, annak tulajdonították, hogy a beavatkozások nem voltak elégségesek. A változások elsősorban az iskolai környezetben történtek, miközben úgy vélik, hogy a jelentős hatás eléréséhez egyszerre kell történniük az otthonban, a közösségben és az iskolában.
Kalóriagazdag italok és élelmiszerek állnak a gyermekek rendelkezésére. A magas cukortartalmú üdítőitalok fogyasztása hozzájárulhat a gyermekkori elhízáshoz, illetve a sok fehér, rostmentes kenyér[forrás?]. Egy tanulmány, amely 548 gyermeket mért fel egy több, mint 19 hónapos időszakban, kimutatta: az elhízás valószínűsége a naponta elfogyasztott üdítőital miatt 1,6-szor növekszik.
Dús kalóriatartalmú, elkészített falatoznivalók is a gyerekek rendelkezésére állnak sok általuk látogatott helyen. Mivel a gyermekkori elhízás egyre inkább elterjedt, a törvény betiltotta pár földrajzi helyen a tízórai-automatákat az iskolákban. Egyes kutatások arra utalnak, hogy az elmúlt századbeli átlag TTI növekedésének egyötödéért az iskolákban rendelkezésre álló egészségtelen élelmiszerek a felelősek. A fast food éttermekben való étkezés, nagyon gyakori a fiatalok körében, mintegy 75%-a a 7-től a 12-ik osztályos tanulóknak fogyaszt gyorséttermi táplálékot, egyszer egy héten. A gyorséttermek is hibásak a gyermekkori elhízás növekedésében. Ez az iparág 4.2 milliárd dollárt költ fiatal gyermekek számára szánt hirdetésekre. A McDonald's-nak egyedül tizenhárom honlapja van, amelyeket havonta 365 000 gyermek és 294 000 tinédzser látogat. Mindemellett, a fastfood-éttermek játékokat is adnak a gyermekeknek, amelyek arra csábítják őket, hogy vásároljanak tőlük. Negyven százaléka a gyermekeknek kéri szüleit, hogy vigyék őket gyorséttermekbe, napi rendszerességgel. 3000 kombinációt hoztak létre a gyorséttermi gyermek menük népszerű elemeiből, viszont csak 13 tartja be az ajánlott táplálkozási irányelveket a gyermekek számára. Néhány kutatás kapcsolatot talált a gyorsételek fogyasztása, illetve az elhízás között. Beleértve egy vizsgálatot, amely megállapította, hogy a gyorséttermek az iskolák közelében növelik az elhízás kockázatát a diákok körében.
Rendes tej fogyasztása vagy a 2%-os tej fogyasztása között nem volt különbség a súly-, magasság- vagy testzsírszázalékokban, az egy- és kétéves korú gyerekek körében. Ezért teljes tej továbbra is ajánlott ennek a korosztálynak. Azonban a trendben, hogy helyettesítsék édesített italokkal a tejet, azt találták, hogy túlzott súlygyarapodáshoz vezet.

### Jogi
Néhány jogrendszer törvényeket használ annak érdekében, hogy irányítsa a gyerekeket és szülőket, hogy egészségesebben étkezzenek. Két példa erre: a kalóriák számolásának törvénye, illetve az automata gépes üdítőitalok betiltása az iskolákban. Az Egyesült Királyságban az Elhízás Egészségügyi Szövetsége felszólította a választási pártokat, hogy próbálják csökkenti a gyerekkori elhízás arányát azáltal, hogy betiltják az egészségtelen élelmiszerek reklámozását 21:00 óra előtt. A brit kormány számos kritikát kapott a só, zsír és cukor fogyasztásának csökkentése miatt. Egészségügyi szakértők, kampányolók ezeket a konzervatív eljárásokat a gyerekkori elhízásban úgy írták le, mint "gyenge, mint a víz".

### Fizikai aktivitás
A gyerekkori fizikai inaktivitás jelentős okot képez, és azok a gyerekek, akik nem végeznek rendszeresen fizikai munkát, nagy eséllyel lesznek elhízottak. Kutatók vizsgálták 133 gyerekek fizikai aktivitását három héten keresztül, egy gyorsulásmérőt használva, annak érdekében, hogy minden gyermek fizikai aktivitási szintjét megmérjék. Kimutatták, hogy az elhízott gyermekek 35%-kal kevesebb aktivitást folytatnak tanítási napokon, és 65%-kal inaktívabbak hétvégén a nem elhízott gyermekekhez képest.
A gyermekkori fizikai inaktivitás eredményezi a felnőttkori inaktivitást. Egy 6000 felnőttet vizsgáló fitneszfelmérésben felfedezték, hogy a 25%-a azoknak, akik 14 és 19 kor között fizikailag aktívak voltak, azok felnőttkorban is aktívak, 2%-uk kevés fizikai aktivitást végzett 14 és 19 kor között, de felnőtt korukra azt állítják, hogy fizikailag aktívak. A fizikai inaktivitás miatt a felesleges energia a szervezetünkben raktározódik, nagyrészt zsírszövet formájában. 16 férfit vizsgáltak 14 napon keresztül, akik 50%-kal több energiát vittek be, mint amennyire szükségük lett volna, zsír és szénhidrát formájában. Kimutatták, hogy a szénhidrátok nagy mennyiségű bevitele 75-85%-os energiatöbblet formájában tárolódik testzsírként, a zsírok magas bevitele pedig 90-95%-os többlet formában alkot zsírszövetet.
Sok gyermek azért nem mozog, mert olyan inaktív dolgokkal foglalkozik, mint például a számítógép-használat, videójátékok, tévénézés. A technológia egy fontos tényező a gyermekek inaktivitásában. Kutatók 4561 14, 16 és 18 éves gyereknek adtak technológiai kérdőívet. Kimutatták, hogy 21,5%-kal nagyobb valószínűséggel lesznek túlsúlyosak, ha 4+ órát tévéznek naponta, és 4,5%-kal nagyobb eséllyel lesz túlsúlyos, ha egy vagy több órán keresztül számítógépeznek naponta, a potenciális súlygyarapodást a videójátékok használata nem befolyásolja. Egy randomizált vizsgálat kimutatta, hogy a csökkentett tévénézés, számítógép-használat csökkentheti a kornak megfelelő TTI-t; azt gondolták, a csökkentett kalóriabevitel a legnagyobb velejárója a TTI csökkentésének.
Nemcsak a technológiai tevékenységek befolyásolják a gyermekkori elhízást. Az alacsony jövedelmű háztartások hajlamosítják a gyerekeket az elhízásra. A kutatók három héten keresztül vizsgálták a társadalmi-gazdasági státusz (SES) és a testösszetétel kapcsolatát 194, 11-12 éves gyermeknél. Megmérték a testsúlyt, a derékkerületet, a kinyújtott termetet, a bőrfelületet, a fizikai aktivitást, a tévénézést és a SES-t. A kutatók egyértelmű különbséget fedeztek fel a felsőosztálybeli gyerekeknél az alsóbb osztálybeli gyerekekhez képest.
A gyermekkori inaktivitás kapcsolódik az elhízáshoz az Egyesült Államokban, több gyermek túlsúlyos. 2009-ben egy óvodai tanulmány kimutatta, hogy az óvodások napjának 89%-a mozgásszegény, míg ugyanez a tanulmány azt is megállapította, hogy még akkor is, amikor a szabadban vannak, 56%-uk ugyancsak mozgásszegény volt. Úgy vélik, az egyik közrejátszó tényező a szegényes tanítói motiváció, de ha játékok, mint a labda elérhetőek voltak, a gyerekek nagyobb valószínűséggel kezdtek el játszani.

### Otthoni környezet
A gyermekek étkezési lehetőségeit a családi étkezések is befolyásolják. A kutatók egy háztartásban való étkezésről való kérdőívet adtak 18 177 gyermeknek, amelyek 11 és 21 év közötti korosztályúak voltak, és felfedezték, hogy az öt szülőből négyen hagyják, hogy gyermekeik saját döntést hozzanak az étkezésüket illetően. Azt is felmérték, hogy azok a serdülők, akik hetente 4-5 családi étkezést fogyasztottak, 19%-kal kisebb valószínűséggel jelentették a kevés zöldségfogyasztást, 22%-kal kisebb valószínűséggel jelentették a hiányos gyümölcs fogyasztását és 19%-kal kisebb valószínűséggel jelentették, hogy kevesebb tejtermékeket fogyasztanak, azoknál, akik hetente három vagy annál kevesebb otthoni étkezést fogyasztottak. A hetente 6 és 7 családi étkezést fogyasztó serdülők, 38%-kal kisebb valószínűséggel jelezték a kevés zöldségfogyasztást, 31%-kal kisebb valószínűséggel jelezték a kevesebb gyümölcs fogyasztását és 27%-kal kevésbé valószínű náluk, hogy jelentéktelen a tejtermékek fogyasztása azoknál, akik hetente három vagy annál kevesebb családi ételt fogyasztottak. Az Egyesült Királyságban 2010-ben közzétett felmérés eredményei azt mutatják, hogy a nagyszülők által felnevelt gyermekek nagyobb valószínűséggel elhíznak felnőtt korukban, mint a szüleik által felnevelt gyermekek. Egy 2011-ben kiadott amerikai tanulmány megállapította, hogy minél több anya dolgozik, valószínűleg annál több gyermek lesz túlsúlyos vagy elhízott.

### Fejlődési tényezők
Különböző fejlődési tényező befolyásolhatják az elhízás arányát. A szoptatás például védelmet nyújthat az elhízás ellen a későbbi élet során, ennek az időtartama arányos a későbbi élet folyamán létrejött elhízással. Egy gyermek növekedése hatással lehet arra, hogy hízzon. A kutatók mérték a szórást (SD [súly és hossz]) egy a 848 babát tartalmazó kohorsz tanulmányban. Azt találták, hogy azoknál a csecsemőknél, akik egy 0,67 SD fölött voltak, jobban felzárkóztak a növekedésben (és kevésbé volt valószínű számukra, hogy túlsúlyosak lesznek) azoknál a csecsemőknél, akik kevesebb, mint 0.67 SD pontszámot értek el ( sokkal valószínűbb volt náluk, hogy hízni fognak).
Csecsemőkorban már befolyásolni lehet a gyermek súlyát. Más kutatók is egy kohorsz tanulmányban, mely 19,397 babát tartalmazott, amely követte őket a születésüktől hét éves korukig, azt találta, hogy, hogy a négy hónaposan elhízott babák 1,38-szor nagyobb eséllyel lettek túlsúlyosak hét éves korukban a normál súlyú babákhoz képest.  Az egyéves korban kövér csecsemők 1,17-szer nagyobb valószínűséggel lettek túlsúlyosak hétéves korukra, mint a normál súlyú csecsemők.

### Betegségek
A Cushing-szindróma (az az állapot, amelyben a szervezet felesleges mennyiségű kortizolt tartalmaz), szintén befolyásolhatja a gyermekkori elhízást. A kortizol és az inzulin aktivitás lehetségesen aktiválhatja a Cushing-szindrómát.
A pajzsmirigy elégtelenség egy hormonális oka az elhízásnak, de az elhízott emberek körében nincs jelentős különbség azok körében, akiknek van vagy nincs pajzsmirigy-elégtelenségük. Egy kutatás, amely alapjául 108 elhízott, pajzsmirigy-elégtelen beteget összehasonlított 131 pajzsmirigy-elégtelenség nélküli elhízott beteggel, kimutatta, hogy azok, akik pajzsmirigy-elégtelenségben szenvednek csak 0,077 ponttal többet értek el, a kalóriabeviteli skálán, mint azok, akiknek nem volt pajzsmirigy-elégtelenségük.

### Pszichológiai tényezők
A kutatók felmértek 1520, 9 és 10 év közötti gyermeket, majd négy év utánakövetés után kimutatták, hogy volt egy pozitív korreláció az elhízás, valamint az alacsony önbecsülés között. Felfedezték, hogy a csökkent önértékelés 19%-ban a elhízott gyermekek szomorú hangulatához vezetett, 48%-uk unottan érezte magát, míg 21%-uk idegességet érzett. Ehhez képest 8%-a a normál súlyú gyermekeknek érzett szomorúságot, 42%-uk úgy érezte, hogy unatkozik, és 2%-uk érezte idegesnek magát.
A  stressz befolyásolhatja a gyermek étkezési szokásait. A kutatók 28 főiskolás nő stresszleltárát tesztelték, és felfedezték, hogy azok, akik falásrohamokban szenvedtek, átlagosan 29,65 pontot értek el az érzékelt stresszskálán, szemben a kontrollcsoporttal, amelynek átlagosan 15,19 pontja volt. Ez a bizonyíték bizonyíthatja egy kapcsolatot a táplálkozás, valamint a stressz között.

## Menedzsment
A gyermekek elhízását étrendi változtatásokkal és fizikai aktivitással kezelik. A diétázást és az étkezések kihagyását azonban el kell kerülni. A TTI nyomon követése, illetve a tanácsadás általában haszontalan.

### Életvitel
A kizárólagos szoptatás minden újszülöttnél ajánlott a táplálkozási és egyéb jótékony hatásai miatt. A szülők, akik megfelelő ételadagok kínálásával, a fizikai aktivitás növelésével és a mozgásszegény viselkedés minimalizálásával megváltoztatják utódaik étrendjét és életmódját, szintén csökkenthetik a gyermekek elhízási szintjét.
Ha a gyermekek többet mozognának és kevesebb mozgásszegény aktivitásban volna részük, az elhízás mértéke csökkenne. A szülőknek ismerniük kell ezeket a jeleket, és ösztönözniük kell gyermekeiket, hogy fizikailag aktív életet éljenek. Azáltal, hogy gyalog vagy biciklivel közlekednek, ahelyett, hogy motorizált közlekedési módot válasszanak, és csökkentve a tévé előtt töltött időt, csökkenni fognak a mozgásszegény, vagyis az ülő tevékenységek.

### Gyógyszerek
Jelenleg nincs engedélyezett gyógyszeres kezelése a gyerekkori elhízásnak. Az American Academy of Pediatrics nem ajánlja a gyógyszeres kezelést. Orlisztát, szibutramin serdülőkorban segítheti a mérsékelt elhízás csökkentését. A metformin minimálisan hasznos. A 2016-os Cochrane review megállapította, hogy a gyógyszerek kismértékben csökkenthetik a TTI-t és a testsúlyt elhízott gyerekekben. Ezt viszont kevés bizonyíték támasztja alá.

### A műtét
2015-ig nem találtak megfelelő bizonyítékot a műtéti és életmód-változtatás összehasonlítására gyerekekben. Számos kiváló minőségű, folyamatban lévő tanulmány foglalkozik ezzel a kérdéssel.

## Fordítás
Ez a szócikk részben vagy egészben  a   Childhood obesity című angol Wikipédia-szócikk ezen változatának fordításán alapul.  Az eredeti cikk szerkesztőit annak laptörténete sorolja fel. Ez a jelzés csupán a megfogalmazás eredetét és a szerzői jogokat jelzi, nem szolgál a cikkben szereplő információk forrásmegjelöléseként.